# Коровкин, Олег Алексеевич
Оле́г Алексе́евич Коро́вкин (род. в 1954 году) — российский ботаник, доктор биологических наук, профессор Российского государственного аграрного университета — МСХА. Автор более ста публикаций — научных монографий и статей, учебных и учебно-методических пособий, научно-популярных книг и статей (в том числе книг для школьников).

## Краткая биография
В 1979 году окончил МСХА, затем здесь же учился в аспирантуре (научный руководитель — профессор И. П. Игнатьева).
В 1983 году защитил кандидатскую диссертацию (тема «Морфогенез вегетативных органов травянистых поликарпиков с клубнями побегового происхождения (Solanum tuberosum L. и Helianthus tuberosus L.)»), в 1999 году — докторскую диссертацию (тема «О закономерностях онтогенеза клона на примере столонообразующих травянистых поликарпиков»).
Работал научным сотрудником в Ботаническом саду МСХА. С 1990 года — преподаватель кафедры ботаники МСХА. В 2002 году ему присвоено звание профессора. Читает курсы по цитологии, анатомии, морфологии и систематике растений.

## Научная деятельность

### Научные интересы
Научные интересы связаны с морфогенезом (процессом формообразования структур) вегетативных органов цветковых растений, а также с онтогенезом (жизненным циклом) клонов растений, в первую очередь клонов столонообразующих травянистых поликарпиков (растений, цветущих и плодоносящих в течение жизни не один раз).
После многолетнего сравнительного изучения различных столонообразующих растений им были установлены закономерности морфогенеза побеговой и корневой систем отдельных особей и клонов, образуемых совокупностью этих особей. Было показано, что закономерности развития клона в целом не совпадают с закономерностями развития составляющих его особей; у столонообразующих травянистых поликарпиков были выделены три типа клонов; с морфогенетической точки зрения было дано объяснение такому важному для сельского хозяйства явлению как «израстание клубней», при котором верхушечная и боковая почки клубней трогаются в рост в первый же год их развития, образуя новые столоны, клубни или надземные побеги.

### Научные труды
- Коровкин О. А. Влияние местоположения почек на клубне Solanum tuberosum L. на ритм развития, структуру и мощность, развивающихся из них растений // Известия ТСХА. — М., 1979. — № 4. — С. 55—62.
- Коровкин О. А. Влияние местоположения почек на клубне гибрида Helianthus tuberosus L. × Helianthus annuus L. на ритм развития и структуру выращенных из них растений // Известия ТСХА. — М., 1984. — № 5. — С. 38—42.
- Коровкин О. А., Соколова Н. П. Морфогенез вегетативных органов Fragaria virginiana Duch. при развитии растений из семян // Известия ТСХА. — М., 1990. — № 6. — С. 66—77.
- Коровкин О. А. К вопросу о закономерностях онтогенеза клона // Известия ТСХА. — М., 1999. — № 2. — С. 51—63.
- Коровкин О. А. Структура побеговой системы клонов столонообразующих геофитов // Известия ТСХА. — М., 2001. — № 3.
- Коровкин О. А. Морфогенез вегетативных органов камнеломки столонообразующей (Saxifraga stolonifera Meerb.) // Доклады ТСХА. — М., 2002. — № 274.
- Коровкин О. А. О типах клонов у столонообразующих травянистых поликарпиков // Труды VII Международной конференции по морфологии растений, посвященной памяти И. Г. и Т. И. Серебряковых. — М.: МПГУ, 2004.
- Коровкин О. А. Закономерности онтогенеза клонов столонообразующих растений. Монография. — М.: МСХА, 2005. — 354 с.
- Коровкин О. А. Основные термины и понятия морфологии высших растений. Учебное пособие. — 3-е изд., перераб. и дополн.. — М.: МСХА, 2006. — 104 с.

### Учебные и научно-популярные работы
- Захарин М. Г., Коровкин О. А. Номенклатура хозяйственно значимых семенных растений. Учебное пособие. — 5-е изд., перераб. и дополн.. — М.: МСХА, 2006.
- Коровкин О. А. Анатомия и морфология высших растений: словарь терминов. — М.: Дрофа, 2007. — 268, [4] с. — (Биологические науки: Словари терминов). — 3000 экз. — ISBN 978-5-358-01214-1.
- Коровкин О. А. Тайны растительного мира: От гигантов и карликов до эскулапов и отравителей. — М.: АСТ-ПРЕСС КНИГА, 2010. — 320 с. — (Наука и мир). — 5000 экз. — ISBN 978-5-462-01003-3. — УДК 58